# SN 1993J
SN 1993J – supernowa w Galaktyce Bodego w konstelacji Wielkiej Niedźwiedzicy. Została odkryta 28 marca 1993 roku przez astronoma amatora Francisco Garcię Diaza z Lugo w Hiszpanii. W momencie odkrycia miała jasność około 10,5m i była drugą najjaśniejszą supernową obserwowaną w XX wieku (po SN 1987A).

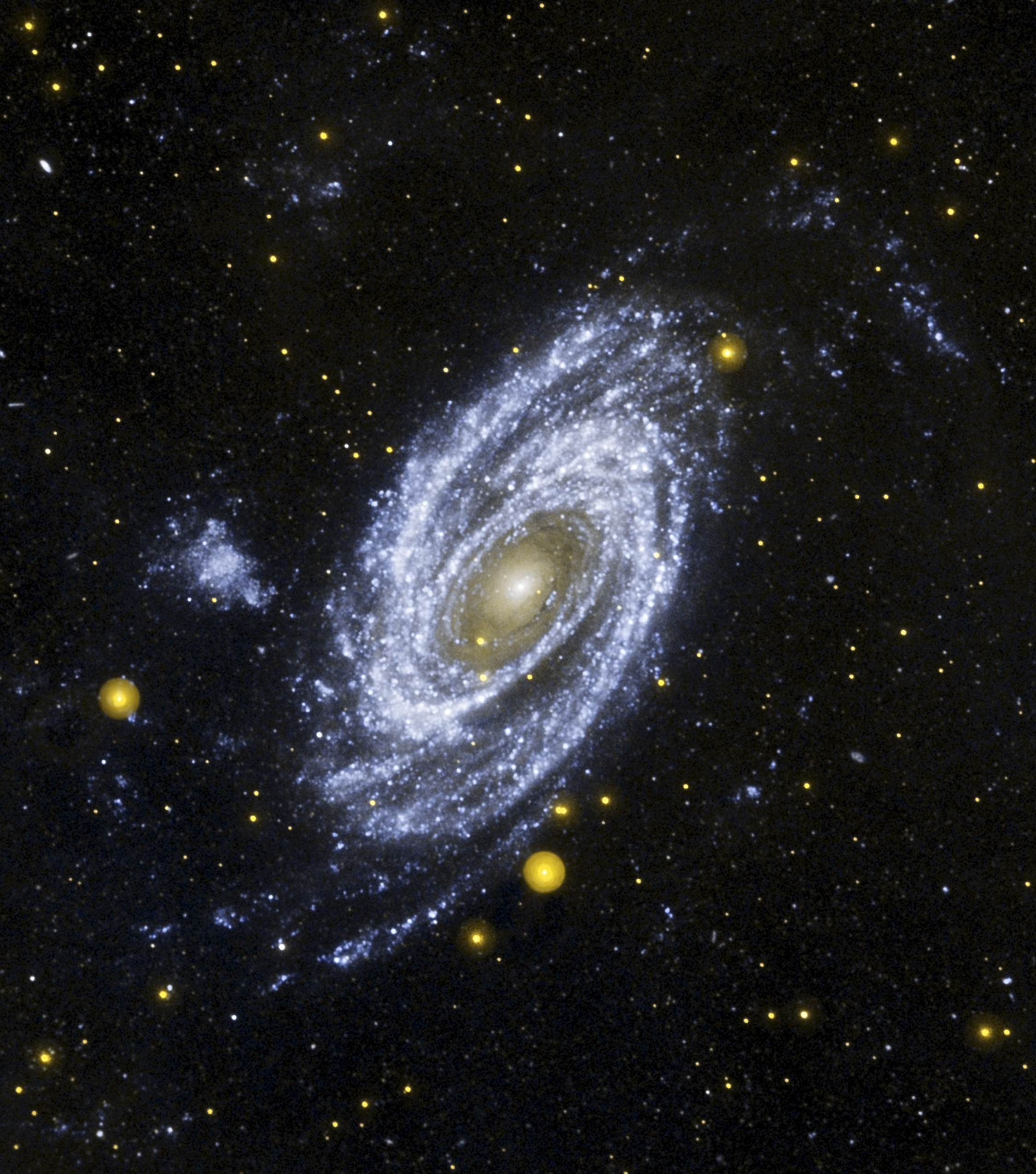
Zdjęcie galaktyki Bodego wykonane w ultrafiolecie

Zachowanie tej supernowej jest niezwykłe, gdyż po wybuchu wykazywała cechy typowe dla supernowych typu II, lecz później w jej widmie pojawiły się silne linie helu charakterystyczne dla supernowych typu Ib. Oznacza to, że gwiazda przodek przed wybuchem w znacznym stopniu traciła swoją masę.
Gwiazda, której wewnętrzne warstwy zapadły się powodując wybuch supernowej, miała masę 10 razy większą od masy Słońca. Dziś nie obserwujemy już samej supernowej, widoczne są jednak świetlne echa odbijające się od gwiazdy towarzyszącej jej w układzie podwójnym. Jest to pierwszy znany przypadek, gdy gwiazda towarzysząca przetrwała wybuch supernowej. Znaczny transfer materii do pozostałej gwiazdy towarzyszki, który miał miejsce w ciągu ostatnich kilkuset lat przed gwiezdną eksplozją, może pomóc wyjaśnić osobliwości supernowej SN 1993J.